# Subedei
(Subedei, rivolgendosi a Gengis Khan)
Subedei, o Subotai (tataro: Сүбээдэй, pron. Sübeedei; 1176 circa – 1248), è stato un condottiero mongolo.
Fu il principale stratega, generale e braccio destro di Gengis Khan e condusse vittoriosamente in prima persona non meno di 20 campagne militari, conquistando un'estensione maggiore di territori di qualsiasi altro condottiero della storia prima o dopo di lui.
La sua strategia militare gli permetteva di coordinare movimenti di attacco su aree di oltre 500 km di distanza e divenne famoso per aver preparato i piani che condussero alla distruzione contemporanea in due soli giorni degli eserciti di Ungheria e Polonia distanti circa un migliaio di chilometri l'uno dall'altro.
Pare che lo stesso Temujin lo chiamasse come uno dei suoi "mastini da guerra", come verrà poi riportato nella Storia segreta dei Mongoli.
(Storia segreta dei Mongoli)
il grande storico militare inglese Basil H. Liddel Hart lo affianca a Napoleone Bonaparte come più grande "stratega logistico" della storia; intendendo per "stratega logistico" la capacità dei due condottieri di manovrare in modo coordinato grandi masse di truppe ampiamente separate tra loro, in modo da ottenerne il rapido concentramento nel punto e nel momento più opportuno per raggiungere una schiacciante superiorità sul campo di battaglia.
Non esistono fonti storiche che riportino una sua sconfitta durante la sua lunga carriera militare in numerosissime battaglie.

## Biografia

### Gioventù
Nato sull'alto corso del fiume Onon nell'attuale Mongolia, apparteneva alla tribù degli Uriankhai, che in lingua mongola si traduceva pressappoco come gli uomini della foresta. Era figlio di Kaban, un fabbro ferraio, professione d'artigianato che, pur non essendo nobile, era comunque molto rispettata per l'importanza della tecnologia dei metalli tra i Mongoli. Suo fratello maggiore era Djelme, e anch'esso poi aveva servito sotto Gengis Khan.
Tutta la sua famiglia, per molte generazioni, fu sempre al fianco e fedele a quella di Gengis Khan. Un racconto mongolo al riguardo riporta una frase che avrebbe pronunciato Subedei rivolto a Gengis Khan: "Ti proteggerò dai nemici come un vestito ti ripara dal vento".
Si unì da ragazzo alle forze di Temujin, come era allora chiamato Gengis Khan, e prima dei venti anni aveva già preso il comando di quattro distaccamenti di guerrieri. Nel 1212 prese Huan con un blitz e questo fu il suo primo successo riportato alla storia compiuto autonomamente da condottiero.

### Ascesa
Subedei fu il primo che diede un'importanza primaria alle tecniche di assedio e alle armi da assedio medioevali che aveva appreso dagli ingegneri cinesi: utilizzava infatti tecniche avanzate come ponti galleggianti, catapulte, e artiglieria cinese. Ma la più grande innovazione stava invero nel fatto di incorporare nell'esercito mongolo i più valenti guerrieri e ingegneri dei nemici sconfitti; in particolar modo, tutti coloro che potevano vantare una specializzazione venivano graziati e reclutati.
Faceva largo uso di spionaggio e infiltrati per conoscere in anticipo le problematiche, i territori e le forze nemiche, curava in special modo la sua cavalleria leggera che doveva essere sempre molto mobile e autosufficiente, e a differenza di tutti gli eserciti del mondo, che valorizzavano in un comandante le doti di coraggio, valore e carisma personale, i Tataro-mongoli preferivano vedere in un generale doti di stratega e tattico che fosse sempre in grado di manovrare, leggere le situazioni belliche e aggiustare gli schieramenti all'evolvere degli scenari. Subedei, nel tempo, era però divenuto così grasso e pesante da non poter essere trasportato da nessun cavallo; i Khan, non volendo mai privarsi della sua direzione, gli fecero dunque costruire un vagone da traino adatto a lui. Si racconta che Subedei e Batu spesso si sedevano sulla cima di una collina per discutere l'evolvere della battaglia e dirigere mosse o tattiche con delle bandierine colorate.
Nel 1216 venne mandato da Gengis Khan contro i Merkit coi quali aveva un conto aperto da almeno due generazioni.
Nel 1219 Gengis Khan lo inviò nel Kipchak e in seguito a cascata in Azerbaijan, Mar Caspio, Persia, Georgia e Caucaso.
Sconfisse poi gli Alani, Russi e Bulgari del Volga e infine si riunì all'esercito di Gengis Khan nel 1223.
Nel 1226 cominciarono le sue vittorie in Cina nel distretto Jin, ma l'anno dopo interruppe la campagna per la morte del suo Khan. Ricominciò sotto Ögödei le sue campagne presso il Volga e il Don contro i Russi.
Tra il 1235 e il 1241, comandò la grande incursione in Europa, pianificata dal Gran Khan Ögödei. A Batu venne dato il comando nominale della missione, mentre i suoi fratelli lo coadiuvavano; l'orda era coordinata dall'esperto Subedei, venerabile condottiero all'epoca sessantacinquenne che già era passato in Russia negli anni venti del 1200, battendo i principi russi sul fiume Kalka nel 1223. Le "scorrerie" partirono nel 1241 a Cracovia e in Lituania, con razzie dalle città sul Baltico alla Boemia, e proseguirono con le vittorie a Legnica e a Mohi.
Giunti sulle coste dell'odierna Albania, mentre Subebei stava mettendo a punto gli ultimi dettagli per l'invasione al Sacro Romano Impero, i Mongoli si ritirarono per via della morte di Ögödei e l'imminente Kuriltai che di lì a pochi anni sarebbe stato indetto a Karakorum per l'eventuale successione di Batu al Gran Khanato. Ritornando, i Mongoli percorsero le piste in Bulgaria, mettendo a ferro e fuoco tutte le città che incontravano, se possibile in modo ancor più feroce che all'andata.

### Morte
Güyük Khan, che non amava di certo Batu e il suo crescente potere, decise nel 1246 di rimuovere Subedei dal suo comando nell'Orda d'Oro trasferendolo in Cina per dirigere la campagna Song. Il generale, ormai settantenne, come sempre portò a termine la missione nel 1247, ritornò in terra nativa dove poi morì nel 1248.